# Proprietà di cancellazione
In algebra, sono dette proprietà di cancellazione o di semplificazione le seguenti: sia {\displaystyle \left(G;\star \right)} un gruppo; allora presi tre elementi {\displaystyle a,b,c\in G} valgono le implicazioni
- {\displaystyle a\star b=a\star c\implies b=c} (cancellazione a sinistra)
- {\displaystyle a\star b=c\star b\implies a=c} (cancellazione a destra)

Le due proprietà sono equivalenti se {\displaystyle G} è un gruppo abeliano.
Per dimostrare tale proprietà è sufficiente tenere presente la proprietà associativa, il fatto che in un gruppo ogni elemento ha elemento inverso e che esiste l'elemento neutro. Ad esempio, per provare la legge di cancellazione a sinistra è sufficiente osservare che se {\displaystyle a\star b=a\star c} allora
{\displaystyle b=e\star b=(a^{-1}\star a)\star b=a^{-1}\star (a\star b)=a^{-1}\star (a\star c)=(a^{-1}\star a)\star c=e\star c=c,}
dove abbiamo indicato con {\displaystyle e} l'elemento neutro di {\displaystyle G}. La legge di cancellazione a destra si prova in modo del tutto analogo.
È importante osservare che le proprietà di cancellazione possono valere anche in insiemi che non sono gruppi, e quindi la validità delle proprietà di cancellazione in un insieme {\displaystyle \left(S;\star \right)} non è in generale condizione sufficiente per stabilire che {\displaystyle \left(S;\star \right)} è gruppo.
Un magma in cui vale la proprietà di cancellazione a sinistra (rispettivamente a destra) si dice cancellativo a sinistra (rispettivamente a destra). Un quasigruppo è sempre cancellativo.

## Esempi
- I numeri naturali formano un monoide cancellativo rispetto all'addizione.
- L'insieme delle matrici quadrate con il prodotto non soddisfa tale proprietà: se {\displaystyle AB=AC} e {\displaystyle A\neq 0}, allora la cancellazione vale solo se {\displaystyle A} è invertibile. Se invece {\displaystyle \det(A)=0}, allora l'equazione matriciale {\displaystyle AX=B} non ha un'unica soluzione.